# Теофил Хомол
Теофил Хомол (фр. Théophile Homolle; 19. децембaр 1848 — 13. јун 1925) је био француски археолог и класични филолог.

## Биографија
Рођен је 19. децембра 1848. у Паризу. Од 1869. године студирао је на Вишој нормалној школи, примивши свој регрес за историју 1874. Потом је постао члан Француске школе у Атини, од којих је водио изузетно успешно ископавање у Делосу (од 1877). Неколико година је држао часове на старогрчком и латинском на Универзитету у Нансију.
Од 1891. до 1903. радио је као директор Француске школе у Атини, а за то време био је задужен за важно ископавање у Делфима. Од 1904. до 1911. био је директор националних музеја (Лувр), али је био принуђен да се одрекне ове функције због крађе Мона Лизе августа 1911. После краћег боравка у Атини, вратио се у Париз, где је од 1913. до 1923. био директор Националне библиотеке Француске.

## Дела
- "Statues trouvées à Délos". Bulletin de Correspondance Hellénique, 3 (1879), p. 99-110.
- "Comptes des hiéropes d'Apollon Délien", Bulletin de correspondance hellénique, 6 (1882), p. 1-167.
- "Les Romains à Délos", Bulletin de correspondance hellénique 8 (1884), p. 75-158.
- Les Archives de l'intendance sacrée à Délos (315-166 avant J.-C.). Paris: E. Thorin, 1887.
- "Comptes et Inventaires des temples déliens en l'année 279", Bulletin de correspondance hellénique 14, 1890, p. 389-511 ; 15, 1891, p. 113-168.
- Ab Urbe Condita Libri XXIII-XXV et XXVI-XXX. (издање Тит Ливије, 2. издање) са белешкама, коментарима, индексом, мапама и плановима, са Отом Риманом. Париз, 1891, два дела.
- Topographie de Delphes, Bulletin de correspondance hellénique 21 (1897), p. 256-320.
- "L'Aurige de Delphes". Monuments et Mémoires de la fondation Eugène Piot 4, 2, 1898.
- "Monuments figurés de Delphes. Les fouilles du temple d'Apollon", Bulletin de correspondance hellénique 25 (1901), p. 457-515 ; 26, p. 587-639.
- "L'Origine du chapiteau corinthien", Revue archéologique 2 (1916), p. 17-60.
- "L'Origine des Cariatides", Revue archéologique 2, (1917), p. 1-67.[2]